# Llac Kutubu
El llac Kutubu és el segon més gran de Papua Nova Guinea, després del llac Murray. A 800 m sobre el nivell de la mar, és el cos d'aigua més alt de la illa, amb una àrea de 51,84 km2, i una conca de recepció de 328,3 km2. El llac Kutubu i el llac Sentani formen una ecoregió en la llista  dels Global 200 de WWF. Kutubu és a l'interior de la Província de les Terres Altes del Sud. És a l'est del Riu Kikori, al qual desaigua. Llur distància a Mendi, capital de província és de vora 50 km. És un dels pocs llacs del país que es troba en una depressió a les escarpades muntanyes interiors. El llac té unes quantes illes, la més gran de les quals és Wasemi, a la seva part nord. L'aigua del llac Kutubu, alimentada per diversos rierols originats principalment de fonts subterrànies, és d'aigua clara i arriba a una profunditat de 70 m. La conca està habitada per dos grups ètnics principals, els foe al sud i els fasu al nord. Trenta-tres pobles es troben a la zona de conca, amb una població total estimada de 10.885 persones.
El llac va donar nom al proper projecte petrolier de Kutubu, el primer desenvolupament de jaciments petrolífers comercials de Papua Nova Guinea, operat per Oil Search Limited, i que va començar la producció el 1992. El desenvolupament ha donat suport a l'economia local i ha provocat una immigració general a la zona, així com problemes ecològics derivats del ràpid creixement de la població, com ara la contaminació, la destrucció dels boscos i la sobrepesca. Es preveu que un gasoducte i una carretera proposats agreujaran aquests problemes si no es gestionen bé.

## Fauna
El llac Kutubu inclou 13 espècies de peixos endèmiques, cosa que el converteix en l'hàbitat lacustre més singular per als peixos de la regió de Nova Guinea i Austràlia. Les espècies endèmiques de peix són:
- Kutubu tandan (Oloplotosus torobo)
- Lake Kutubu rainbowfish (Melanotaenia lacustris)
- Kutubu hardyhead (Craterocephalus lacustris)
- Adamson's grunter (Hephaestus adamsoni)
- Black mogurnda (Mogurnda furva)
- Lake Kutubu mogurnda (Mogurnda kutubuensis)
- Mogurnda maccuneae
- Mogurnda mosa
- Blotched mogurnda (Mogurnda spilota)
- Variegated mogurnda (Mogurnda variegata)
- Striped mogurnda (Mogurnda vitta)
- Dues espècies encara no anomenades de Glossogobius ( noms provisionals "new sp. 8" i "new sp. 12")[8]

A més, el cranc de riu parastàcid Cherax papuanus és endèmic del llac.

## Conservació
A causa de la seva biodiversitat i importància ecològica, la zona ha estat designada com a "Zona Humida d'Importància Internacional" pel Conveni de Ramsar. L'àrea inclosa en aquesta designació coincideix amb l'Àrea de Gestió de la Vida Silvestre del Llac Kutubu (240.57 km2). La zona fou estudiada pel Fons Mundial per a la Natura i es va elaborar un pla de gestió de conques, que es preveia que esdevingués un model per a altres conques de Papua Nova Guinea. El projecte havia d'estar acabat el desembre del 2007. La zona del llac Kutubu també està inclosa a la conca del riu Kikori - Gran Altiplà Papuà, inclosa a la llista provisional de Patrimonis de la Humanitat.

## Llengües
A la regió es parlen el kutubuan i altres llengües de Trans-nova Guinea.